# Glossolepis

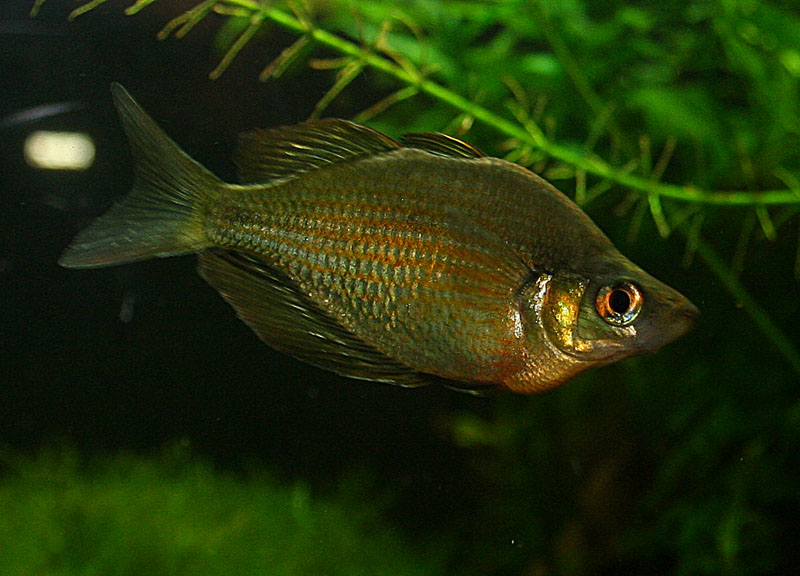
Wanam-Regenbogenfisch (Glossolepis wanamensis)

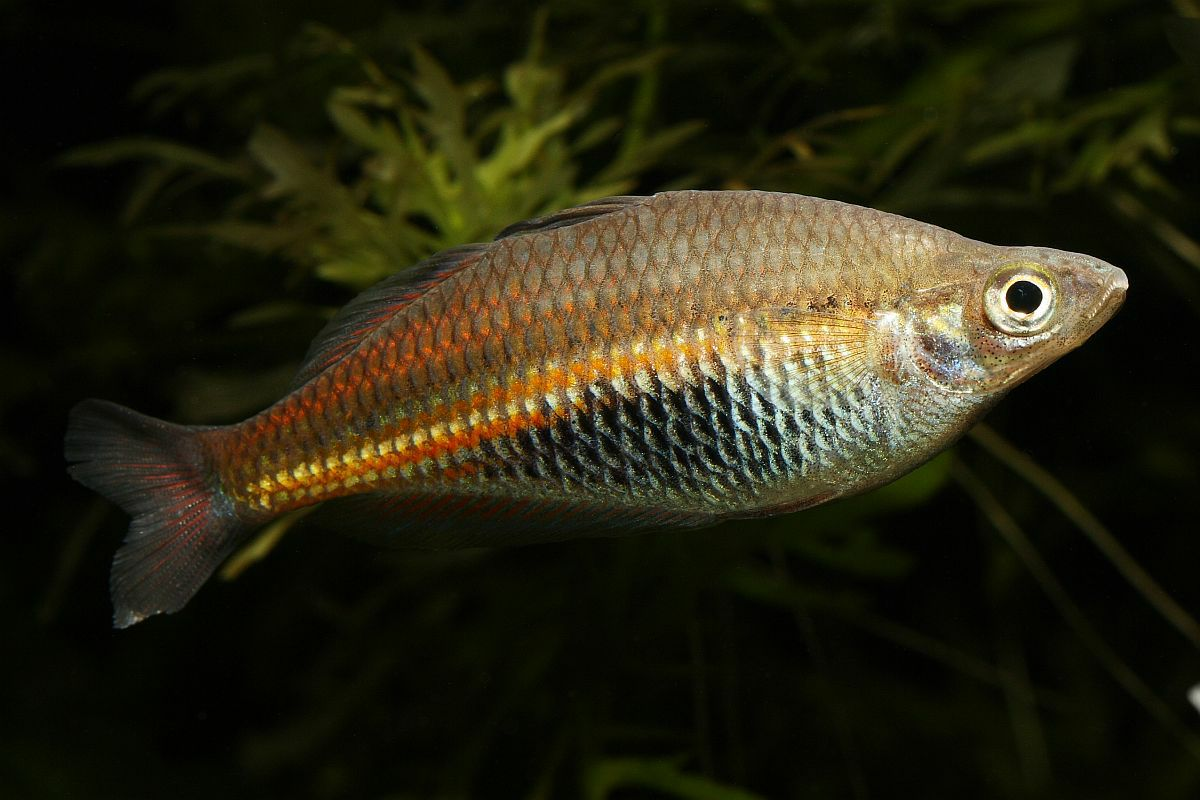
Ramu-Regenbogenfisch (Glossolepis ramuensis)

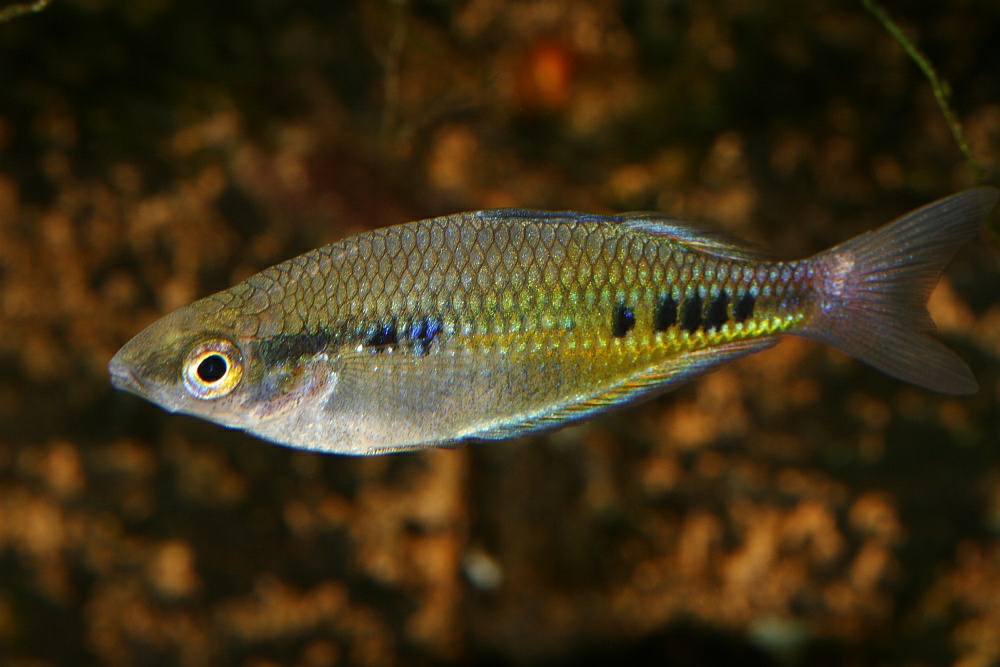
Gefleckter Regenbogenfisch (Glossolepis maculosus)

Die Gattung Glossolepis (altgriechisch γλώσσα glossa, deutsch ‚Zunge‘; λεπίς lepís, deutsch ‚Schuppe‘; bezieht sich auf die charakteristischen zungenförmigen Schuppen) mit heute 9 beschriebenen Arten wurde bereits 1907 von Weber aufgestellt. Sie gehört zur Familie der Regenbogenfische und ist endemisch auf der Insel Neuguinea.

## Merkmale
Die Gattung wird als Fortentwicklung der Gattung Melanotaenia angesehen. Als Unterscheidungsmerkmale dienen die Zähnung der Schuppenränder, die höhere Anzahl an Kiemenreusenstäben am oberen Kiemenbogen, längere Brustflossen (im Verhältnis zur Körperlänge), vergrößerte und bei geschlossenem Maul sichtbare Zähne im seitlichen Teil des Oberkiefers sowie ein stärkerer erster Flossenstrahl der zweiten Rückenflosse im Vergleich zur ersten Rückenflosse.
Die meisten Arten der Gattung werden etwa 12 cm groß und im Alter relativ hochrückig. Ausnahmen sind der Ramu-Regenbogenfisch und der Gefleckte Regenbogenfisch aus dem Nordosten Neuguineas, die kleiner bleiben und eher an Melanotaenia-Arten erinnern. Sie unterscheiden sich auch genetisch deutlich von den anderen Glossolepis-Arten.

## Vorkommen
Glossolepis kommt ausschließlich nördlich des von West nach Ost verlaufenden zentralen Kettengebirges auf der Insel Neuguinea vor. Dort leben die Arten in isolierten Seen oder in stehenden bzw. schwach fließenden Gewässern der großen Flusssysteme Mamberamo, Sepik und Ramu.
Prominentester Vertreter der Gattung ist der bereits seit Anfang der 1970er Jahre in der Aquaristik bekannte Lachsrote Regenbogenfisch. Die anderen Arten werden dagegen nur von wenigen spezialisierten Aquarianern gehalten und vermehrt (außer Glossolepis leggetti). Die Fische wachsen langsam und zeigen mit einem halben Jahr erste Anzeichen von Farbe; komplett ausgefärbt sind sie erst mit ein bis zwei Jahren.

## Systematik
In der Gattung Glossolepis sind traditionell 9 Arten zusammengefasst, die in folgende Verwandtschaftsgruppen (Kladen) gegliedert werden können:
- Klade 1
  - Grime-Regenbogenfisch (Glossolepis dorityi) Allen, 2001
  - Lachsroter Regenbogenfisch (Glossolepis incisus) Weber, 1907
  - Tami-Regenbogenfisch (Glossolepis pseudoincisus) Allen & Cross, 1980
- Klade 2
  - Sepik-Regenbogenfisch (Glossolepis kabia) (Herre, 1935)
  - Wanam-Regenbogenfisch (Glossolepis wanamensis) Allen & Kailola, 1979
- Klade 3
  - Leggetts Regenbogenfisch (Glossolepis leggetti) Allen & Renyaan, 1998
  - Vielschuppiger-Regenbogenfisch (Glossolepis multisquamata) (Weber & de Beaufort, 1922)
- Klade 4
  - Gefleckter Regenbogenfisch (Glossolepis maculosus) Allen, 1981
  - Ramu-Regenbogenfisch (Glossolepis ramuensis) Allen, 1985

Der Gefleckte und der Ramu-Regenbogenfisch erfüllen jedoch nicht alle für Glossolepis gattungstypischen morphologischen Kriterien. Auch genetisch gehören sie in die Gattung Melanotaenia mit Melanotaenia affinis und Melanotaenia iris als engsten Verwandten. Andererseits sind genetisch alle anderen Glossolepis-Arten näher mit den auch im Norden Neuguineas vorkommenden Arten Melanotaenia japenensis, Melanotaenia vanheurni, Melanotaenia rubripinnis und Chilatherina lorentzi verwandt als mit allen anderen Regenbogenfischen.
Die von Allen 1998 aufgestellte Gattung Pelangia (indonesisch pelangi ‚Regenbogenfisch‘) mit nur einer beschriebenen Art aus der Nähe von Etna-Bay südlich des Zentralmassivs, ist eng mit Glossolepis verwandt.